# Tonya
Tonya ist ein weiblicher Vorname.

## Herkunft und Bedeutung
Tonya ist eine nordamerikanische Kurzform des Namens Antonia, die wahrscheinlich vom Namen Tanya beeinflusst ist.

## Namensträgerinnen
- Tonya Crowe, US-amerikanische Schauspielerin
- Tonya Harding, US-amerikanische Eiskunstläuferin
- Tonya Kinzinger, US-amerikanische Schauspielerin
- Tonya Verbeek, kanadische Ringerin
- Tonya Williams, US-amerikanische Volleyballerin